# Тягло Володимир Миколайович
Володимир Миколайович Тягло (рос. Владимир Николаевич Тягло, * 24 червня 1947, с. Катеринівка Лозівського р-ну Харківської обл. — 3 липня 2021, Харків) — український політик, дипломат, голова Харківської обласної ради протягом 1992—1994 і 1996—2002 рр.

## Біографія
Народився 24 червня 1947 року в селі Катеринівці Лозівського району Харківської області в родині робітника та сільської вчительки. Українець.
У 1970 році закінчив Харківський інститут механізації і електрифікації сільського господарства.
Почав працювати 1970 року помічником бригадира тракторної бригади. У 1971—1981 рр. працював головним інженером, механіком колгоспу ім. С. Орджонікідзе в Лозівському районі Харківської області.
У 1981—1986 рр. — голова колгоспу ім. XX з'їзду КПРС у Лозівському районі Харківської області.
У 1986 році обраний ІІ секретарем Лозівського міському КПУ. В 1987—1990 рр. працює головою Лозівського райвиконкому.
У березні 1990 р. стає депутатом Харківської обласної ради, балотуючись по виборчому округу № 174. 5 травня 1990 р. обирається заступником голови облради. 21 квітня 1992 року шляхом таємного голосування безальтернативно обирається головою ради.
З 2 листопада 1995 р. по 27 березня 1997 р. працював заступником голови Харківської облдержадміністрації. З 1996 по 2002 рр. знов працював головою Харківської обласної ради, зокрема, був втретє обраний у 1998 році.
2 лютого 2002 р. Указом Президента України «Про призначення В. Тягла Надзвичайним і Повноважним Послом України в Республіці Вірменія» № 89/2002 призначений Надзвичайним і Повноважним Послом України в Республіці Вірменія. Звільнений 21 червня 2005 року. З серпня того ж року по січень 2008 року — Надзвичайний і Повноважний Посол України в Киргизькій Республіці.

## Особисті відомості
Позапартійний. Одружений, має двох дорослих дітей і шість онуків.
Мав ранг Надзвичайного і Повноважного Посланника України першого класу.
Займав посаду президента Української асоціації місцевих і регіональних влад, був членом Координаційної ради з питань місцевого самоврядування при Президентові України, членом робочої групи з підготовки пропозицій щодо розвитку місцевого самоврядування при Президентові України, радником Прем'єр-міністра України (працював на громадських засадах з 22 вересня 1998 р. по 28 грудня 1999 р.).

## Нагороди
Мав державні нагороди. Згідно з Постановою Кабінету Міністрів України «Про нагородження Почесною грамотою Кабінету Міністрів України» № 1458 від 6 листопада 2001 р. «…за вагомий особистий внесок у забезпечення розвитку місцевого самоврядування і сумлінну працю та з нагоди Дня місцевого самоврядування…» нагороджений Почесною грамотою Кабінету Міністрів України з врученням пам'ятного знака. Згідно з Постановою Центральної виборчої комісії України «Про нагородження Почесною Грамотою Центральної виборчої комісії» № 100 від 28 серпня 2000 року «…за сумлінну працю і вагомий внесок у забезпечення реалізації конституційних виборчих прав громадян України, розвиток демократичних засад виборчого процесу…» нагороджений Почесною Грамотою Центральної виборчої комісії. Почесний громадянин Харківської області (2010).